# Villeneuve-la-Garenne
Villeneuve-la-Garenne é uma comuna francesa na região administrativa da Ilha-de-França, no departamento de Altos do Sena. Estende-se por uma área de 3,2 km². Em 2010 a comuna tinha 25 007 habitantes, com uma densidade de 33,8 hab./km².

## Toponímia
O local é atestado na forma apud Villam novam em 1183 pelo toponimista Ernest Nègre.

## História

### Origens
Originalmente Villeneuve-la-Garenne, cujo nome já aparece no mapa de Cassini do século XVIII, era uma aldeia de pescadores e se estendia por um quilômetro ao longo do Sena (em qualquer lado da atual ponte de L'Île-Saint-Denis).

### Independência da aldeia
Em 1903, uma nova ponte mais larga (onde é proibido trotar) substituiu a ponte pênsil. Esta modernização contribui para o desenvolvimento da aldeia.

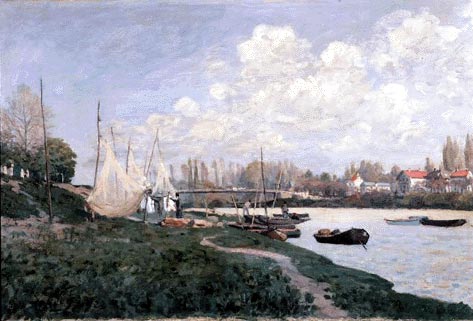
Pêcheurs étendant leurs filets por Alfred Sisley, 1872, Museu de Arte Kimbell.
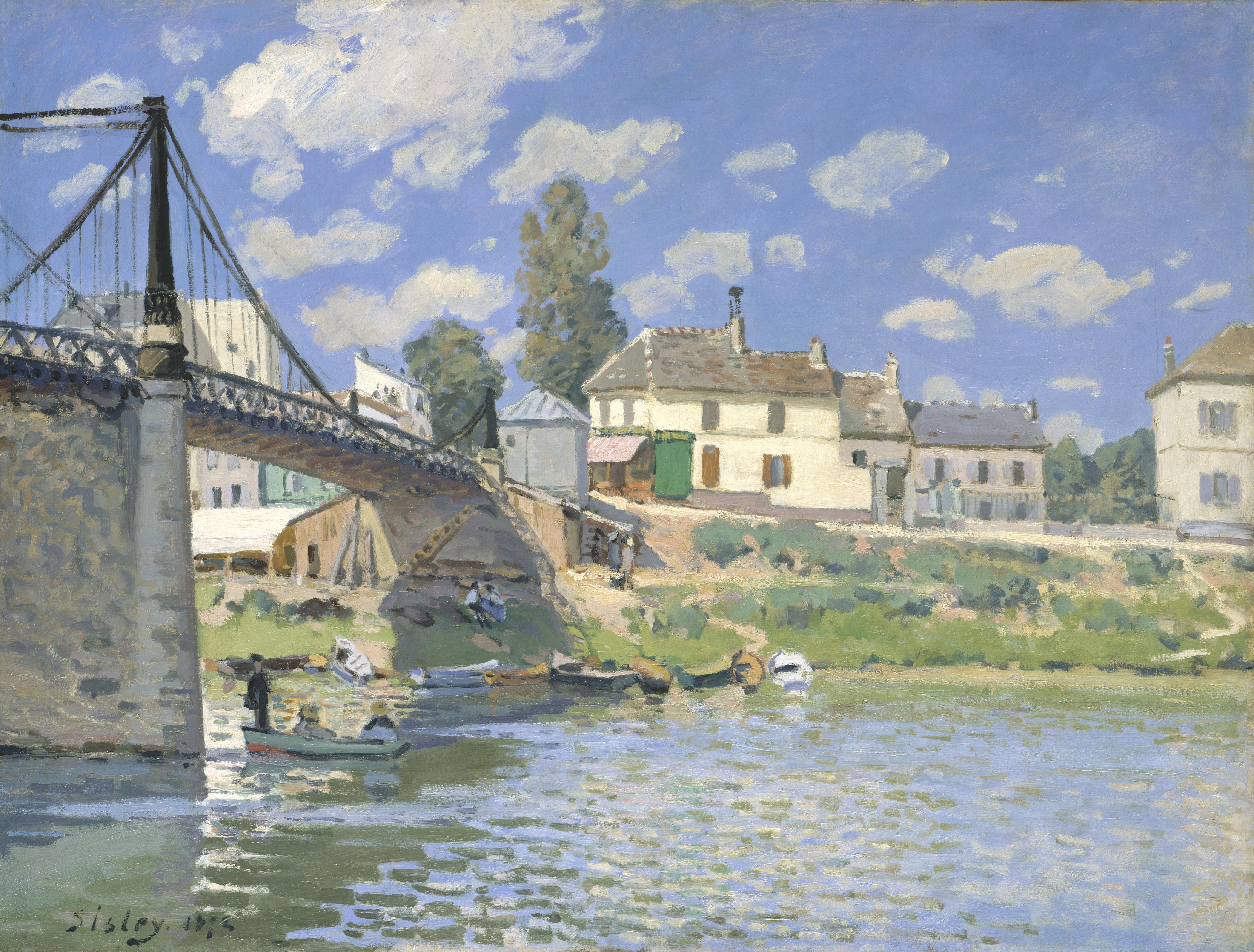
Le pont de Villeneuve-la-Garenne 1872 por Alfred Sisley, Metropolitan Museum of Art.
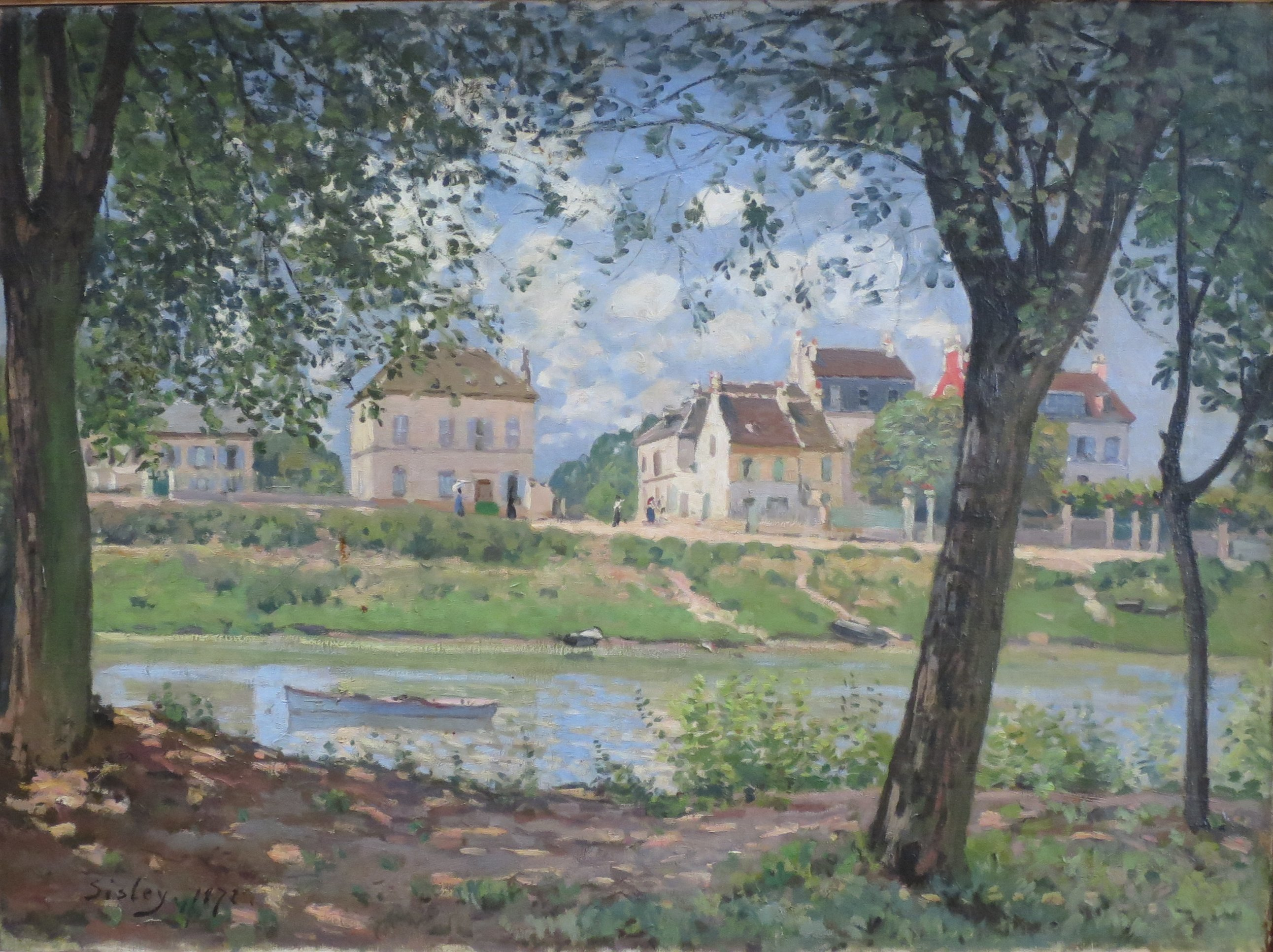
Villeneuve-la-Garenne (Sisley) 1872 por Alfred Sisley, Musée de l'Ermitage.

Após a Primeira Guerra Mundial, a aldeia deseja se tornar autônoma. A distância do centro de Gennevilliers é cada vez mais inconveniente. A vida econômica e social se organiza, a população aumenta, novas empresas se instalam, criando empregos e a abertura de várias comércios. No momento da separação em 1927, havia 3 padarias, 3 açougues, 1 charcutaria, 1 peixaria, 3 produtores de leite, 12 mercearias, horticultores, etc.
O primeiro prefeito de Villeneuve foi M. Homère Robert.

## Demografia
| 1901 | 1906 | 1911 | 1921 | 1926 | 1931  | 1936  | 1946  | 1954  |
| ---- | ---- | ---- | ---- | ---- | ----- | ----- | ----- | ----- |
| -    | -    | -    | -    | -    | 3 954 | 4 031 | 3 584 | 4 035 |

| 1962 | 1968   | 1975   | 1982   | 1990   | 1999   | - | - | - |
| --- | ------ | ------ | ------ | ------ | ------ | - | - | - |
| 13 780 | 22 715 | 23 691 | 23 906 | 23 824 | 22 349 | - | - | - |
| Para os censos de 1962 a 2006 a população legal corresponde à popolução sem duplicidades, segundo define o INSEE. |        |        |        |        |        |   |   |   |

## Geminação
Villeneuve-la-Garenne é geminada com:
- Hof, Alemanha em 1980[6].